# Юклерёд, Симен
Симен Кристиансен Юклерёд (норв. Simen Kristiansen Juklerød; род. 18 мая 1994, Берум) — норвежский футболист, защитник клуба «Сент-Трюйден».

## Клубная карьера
Юклерёд — воспитанник клубов «Ютул» и «Берум». 6 апреля 2014 года в матче против «Хёнефосса» он дебютировал в Первом дивизионе Норвегии в составе последних. 13 мая 2015 года в поединке против «Нест-Сотра» Симен забил свой первый гол за «Берум». В начале 2016 года Юклерёд перешёл в «Волеренгу». 20 марта в матче против «Согндала» он дебютировал в Типпелиге. 13 августа в поединке против «Бранна» Симен забил свой первый гол за «Волеренгу».
Летом 2018 года Юклерёд перешёл в бельгийский «Антверпен». 29 июля в матче против «Шарлеруа» он дебютировал в Жюпиле лиге. 31 октября в поединке против «Генка» Симен забил свой первый гол за «Антверпен». В 2020 году он помог клубу завоевать Кубок Бельгии.
Летом 2021 года Юклерёд перешёл в «Генк». 12 декабря в матче против «Гента» он дебютировал за новую команду. 

## Достижения
«Антверпен»
- Обладатель Кубка Бельгии — 2019/2020